# Transporte ferroviário nos Estados Unidos

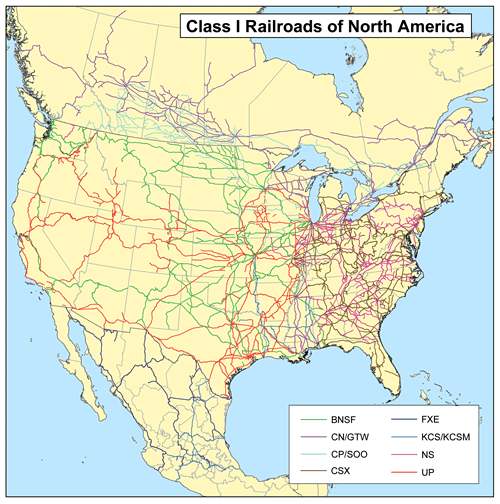
Mapa das ferrovias Classe I na América do Norte

A rede ferroviária norte americana é a mais extensa do mundo com cerca de 226,612 mil quilômetros (2005). Suas ferrovias são divididas em 3 classes (de acordo com cotas de lucro anual criadas pelo Surface Transportation Board):
- Ferrovia Classe I: companhias ferroviárias de grande porte. São as companhias que obtêm uma receita operacional anual de US$ 250 milhões ,após terem sua margem de lucro corrigida pelo índice de preços do frete ferroviário, desenvolvido pelo Bureau of Labor Statistics. De acordo com a Association of American Railroads (AAR), as ferrovias classe I  tinham transportado em 2006 um mínimo de receitas operacionais de US$ 346,8 milhões.
- Ferrovias Classe II: companhias ferroviárias de médio porte. São as companhias que obtêm uma receita operacional anual entre US$ 20,5 milhões e US$ 277,7 milhões por no mínimo três anos consecutivos. Ferrovias com tráfego e equipamentos compartilhados e terminais de carga não são considerados de classe II.
- Ferrovia Classe III: companhias ferroviárias de pequeno porte. Segundo o Surface Transportation Board, são ferrovias que obtêm uma receita operacional anual de é uma ferrovia com uma receita operacional anual de até US$ 20 milhões.

Apesar do transporte ferroviário ter nascido na Europa, os Estados Unidos adotaram esse meio de transporte de tal forma que sua história se confunde com a história do país, principalmente entre a metade do século XIX até a metade do século XX.

## História

### 1826-1850

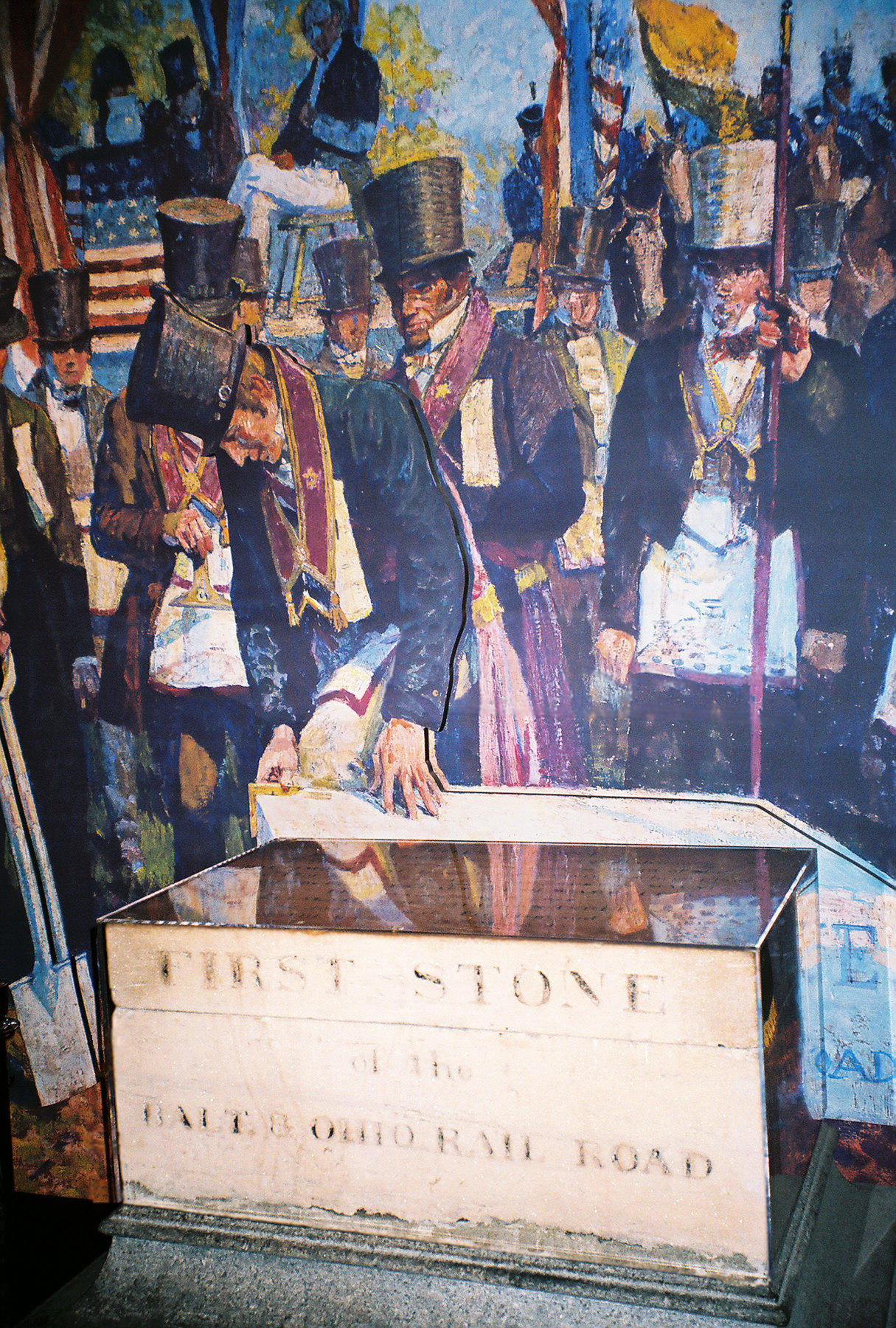
O ex senador de Maryland, Charles Carroll of Carrollton preside a cerimônia de lançamento da pedra fundamental do primeiro trecho da Baltimore and Ohio Railroad, realizada em 4 de julho de 1829.

A criação da primeira ferrovia do mundo na Inglaterra serviu de inspiração para os norte americanos iniciarem planos de construção de ferrovias. Naquela época o transporte de mercadorias era feito por carroças, muares e de forma fluvial.
A ferrovia foi considerada o maior feito tecnológico estadunidense do século XIX. Ela serviu como uma ligação vital para o comércio e as viagens que conectou as metades oriental e ocidental ao fim do século XIX nos Estados Unidos.
O estado de Massachusetts chegou a elaborar um plano de rede ferroviária em 1829, embora não tenha sido executada por falta de recursos. Essa falta de recursos do estado obrigou a criação de cartas de crédito e incentivos fiscais à iniciativa privada que acabou implantando a maior parte das ferrovias norte americanas. Com isso muitas companhias ferroviárias surgiram no país, viabilizando a construção de uma imensa rede ferroviária no futuro.
A primeira companhia ferroviária dos Estados Unidos foi a Baltimore and Ohio Railroad (B & O), fundada em 1827 que inaugurou seu primeiro trecho entre Baltimore e Ellicott's Mills (hoje chamada de Ellicott City) em 24 de maio de 1830. Posteriormente essa empresa levaria seus trilhos para a capital Washington D.C..
Após a B&O, surgiu a Boston and Providence Railroad, fundada em 1831para construir uma ferrovia entre Boston, Massachusetts e Providence, Rhode Island que seria concluída em 1835;
Novas ferrovias surgiram para fortalecer o transporte intermodal hidrovia-ferrovia, principalmente no sul do páis, onde a crescente produção agrícola precisava ser escoada com cada vez mais rapidez.
Entre 1829 -1830 foi iniciada a construção da Tuscumbia-Courtland-Decatur Railroad, primeira ferrovia construída a oeste dos Apalaches. Ligava duas cidades do Alabama, Decatur e Tuscumbia. A Pontchartrain Rail-Road, ferrovia de 8 km de extensão, ligava o Lago Pontchartrain ao Rio Mississipi.
Como crescimento do transporte ferroviário, fusões e falências e emcampações de empresas ferroviárias se tornaram inevitáveis, formando grandes comporações ferroviárias.
Por exemplo, o Camden e Amboy Railroad (C & A), a primeira estrada de ferro construída em Nova Jersey, inaugurada em 1834, acabou sendo incorporado pela Pennsylvania Railroad.

### 1851-1900
Nas décadas de 1850 e 1860 o sistema ferroviário norte americano viveu seu auge no século XIX. Naquela época construir ferrovias era o melhor negócio do pais, atraindo milhares de investidores privados.
A Primeira Ferrovia Transcontinental, aberta ao tráfego em 10 de maio de 1869, com o "Prego de Ouro" (em inglês:  Golden Spike) em Promontory, Utah, a rota estabeleceu uma rede de transportes trancontinental mecanizado que revolucionou a população e a economia do Oeste Americano.
- Na metade do século XIX o transporte de mercadorias no oeste americano passou das diligências para as ferrovias.
- Ferrovia norte americana em 1860.
- Locomotiva com turbina a vapor da GE (c. 1939).

|                              | 1850  | 1860   | 1870   | 1880   | 1890    |
| ---------------------------- | ----- | ------ | ------ | ------ | ------- |
| Nova Inglaterra              | 2,507 | 3,660  | 4,494  | 5,982  | 6,831   |
| Meio Oeste                   | 3,202 | 6,705  | 10,964 | 15,872 | 21,536  |
| Sul                          | 2,036 | 8,838  | 11,192 | 14,778 | 29,209  |
| Oeste e territórios          | 1,276 | 11,400 | 24,587 | 52,589 | 62,394  |
| Pacific States e territórios |       | 23     | 1,677  | 4,080  | 9,804   |
| Totals                       | 9,021 | 30,626 | 52,914 | 93,301 | 129,774 |

### 1970-presente
Historicamente, onde uma companhia ferroviária teve o monopólio incontestável do transporte de passageiros, os serviços de transporte foram prestados de forma espartana e/ou com péssima qualidade, além de sob preços mais altos que os determinados pela Interstate Commerce Commission. Já em lugares onde havia concorrência entre duas ou três ferrovias, os serviços de transporte de passageiros eram vistos pelas companhias ferroviárias como meio de demonstrar sua eficência e, assim, atrair novos clientes para os serviços de transporte de carga. Com esse intuito, investiam quantias cada vez mais altas para proporcionar serviços de passageiros luxuosos e ao mesmo tempo populares (com preços acessíveis).
Para defender o transporte de passageiros, foi criada em 1967 a National Association of Railroad Passengers, mas seus esforços foram prejudicados pelo Partido Democrata, de oposição política a qualquer tipo de subsídios para ferrovias de propriedade privada, e pelo Partido Republicano, que se opunha à nacionalização da indústria do transporte ferroviário.
A situação do transporte de passageiros nos Estados Unidos se tornou insustentável em 21 de junho de 1970, por ocasião do pedido de falência da Penn Central Transportation Company, que dominava o transporte da região noroeste dos Estados Unidos.
Nesse mesmo ano, o governo americano edita o Rail Passenger Service Act of 1970, e o congresso cria a National Railroad Passenger Corporation (renomeada Railpass até assumir seu nome definitivo - Amtrak), para subsidiar e supervisionar os serviços de transporte ferroviário de passageiros.